# زاین رترفورد
زاین رترفورد (به انگلیسی: Zain Retherford،  زادهٔ ۲۱ مهٔ ۱۹۹۵) یک کشتی‌گیر آزادکار اهل کشور آمریکا است. وی سابقه حضور در المپیک ۲۰۲۴ پاریس را دارد.
از افتخارات وی می‌توان به کسب مدال طلا مسابقات قهرمانی کشتی جهان ۲۰۲۳ و کسب مدال نقره قهرمانی کشتی جهان ۲۰۲۲ اشاره کرد.

## فعالیت حرفه‌ای

### قهرمانی کشتی جهان ۲۰۲۲
رترفورد در وزن ۷۰ کیلوگرم کشتی آزاد قهرمانی کشتی جهان ۲۰۲۲ بلگراد شرکت کرد، او در این مسابقات کوین هنکل از آلمان، مارک دیتچه از سوئیس، آرمان آندرئاسیان از ارمنستان و زورابی ایاکوبیشویلی از گرجستان را شکست داد و به فینال رسید. وی در دیدار نهایی به تایشی ناریکونی از ژاپن باخت و به مدال نقره رسید.

### قهرمانی کشتی جهان ۲۰۲۳
رترفورد در وزن ۷۰ کیلوگرم کشتی آزاد قهرمانی کشتی جهان ۲۰۲۳ بلگراد شرکت کرد، او در این مسابقات مصطفی احمدوف از تاجیکستان، ابیمانیو از هند و آرمان آندرئاسیان از ارمنستان را شکست داد و به فینال رسید. وی در فینال امیرمحمد یزدانی از ایران را شکست داد و مدال طلا را بدست آورد.